# Вільча (станція)
Вільча — проміжна залізнична станція, розташована на лінії Овруч — Семиходи — Чернігів, підпорядкована Коростенській дирекції залізничних перевезень Південно-Західної залізниці.
Розміщена на території відселеного селища Вільча. Станція є кінцевою на лінії Овруч — Вільча. Ділянка Вільча — Янів знаходиться на території Чорнобильської зони відчуження і з 2021 року перебуває на балансі НАЕК «Енергоатом».

## Історія
Станція виникла 1928 року у зв'язку із будівництвом залізниці Овруч — Чернігів. Первісно станція мала назву — Олексіївка. 20 січня 1928 року отримала сучасну назву.

### Ділянка «Вільча — Янів»
13 червня 2018 року Кабінет Міністрів України передав ділянку «Вільча — Янів» із сфери управління Державного агентства з управління зоною відчуження на баланс Укрзалізниці для перевезення відпрацьованого ядерного палива і затвердив проєкт реконструкції цієї ділянки.
3 лютого 2021 року залізничну колію «Вільча — Янів» було передано від Укрзалізниці до компанії НАЕК «Енергоатом».
9 липня 2021 року Укрзалізниця закінчила реконструкцію 25 км колії між станціями Вільча та Янів.
Прокладання колії вели дві бригади залізничників, одна зі станції Вільча, друга — зі станції Янів. Саме 9 липня 2021 року бригади зустрілися і забили «золотий костиль» у колію, яка з'єднала ЦСВЯП із залізничною мережею України.
29 липня 2021 року ділянкою Вільча — Янів проїхав перший тестовий поїзд.

## Діяльність
Пасажирський рух відкрито у 1930 році. До аварії на ЧАЕС через станцію проходив швидкий поїзд №№191/192 Москва — Хмельницький, а також декілька дизель-поїздів до станцій Янів (м. Прип'ять) та Овруч. Зокрема, через радянську неповоротку бюрократію та секретність хмельницький поїзд продовжував курсувати через Прип'ять та Вільчу аж до 29 квітня включно. І лише після цієї дати його маршрут було переспрямовано з Ніжина через Київ.
Поїзд №191 проїжджав Вільчу в напрямку Хмельницького о 8:15/17, за 50 хв. потрапляв до Овруча та через Коростень, Шепетівку, Старокостянтинів-1 о 17:30 прибував до Хмельницького. Поїзд №192 мав зупинку по Вільчі о 19:12/14, з проміжною у Товстому Лісі потрапляв до Янова о 20:03, о 21:42 - до Чернігова та далі через Ніжин, Конотоп, Хутір-Михайлівський прямував до ст. Москва-Київська (приб. 11:31).
Приміські дизель-поїзди, які щоденно курсували через ст. Вільча у доаварійному графіку 1985/86 рр.: п. №6452 Овруч - Янів (приб. до Янова о 7:18), п. №6453 Янів - Овруч (відпр. із Янова о 8:00), п. №6454 Коростень - Янів (приб. до Янова об 11:45), п. №6457 Янів - Коростень (відпр. із Янова о 17:45). Час руху дизеля від Вільчі до Янова складав орієнтовно 70-75 хв.
Під час ліквідації аварії на станції було розгорнуто основні вантажні роботи — тут розвантажували вантажі, необхідні для ліквідації наслідків аварії. Також південніше на сході від станції було побудовано пункт дезактивації зараженого рухомого складу, а на південному заході - вагономийку.
Тепер же, крім транзиту з Овруча до ЦСВЯП по відновленій та новозбудованій ділянках залізниці у зоні відчуження, станція обслуговує вантажні перевезення Поліського лісового господарства.
Пасажирський рух по станції зараз відсутній. Востаннє пасажирське сполучення було тут у графіку 2006/07 рр. Двічі на тиждень до Вільчі курсував нічний вантажно-пасажирський потяг із Овруча: п. №958 Овруч - Вільча 22:22 - 1:40 (по п'ятницях та суботах) та зворотній п. №957 Вільча - Овруч 2:16 - 5:36 (по суботах та неділях).
Маршрутна швидкість цього рейсу становила 13,5 км/год, що робило його найповільнішим пасажирським потягом Укрзалізниці. Останній перегін між Рачею та Вільчею довжиною 11,1 км він долав за 56 хвилин, тобто швидкість на найповільнішому перегоні становила рекордні 11,9 км/год. Попри такий екзотичний графік, потяг був критично важливим для самоселів із сіл у радіусі до 10 км на схід від Вільчі. Долаючи небезпечний нічний шлях до станції, вони натомість мали гарантовану можливість поїздки до Овруча зі всіма благами цивілізації.
Попри те, що мешканці селища Вільча були майже усі відселені у 1993–1996 роках, станція є діючою.